# Kontingent 88
Kontingent 88 est un groupe de rock anticommuniste (RAC) français ayant eu un fort impact sur la scène française des années 1990. Leur titre Mohamed est le plus connu[réf. nécessaire].

## Biographie
Groupe originaire d'Angers. Après une démo et un album, Au Service de nos ancêtres, Kontingent 88 devient Kontingent et un album moins violent[réf. nécessaire] voit le jour : Génération future qui se rapproche davantage du metal. Ils ont également sorti en 2007 leur album "integraal 2007" qui regroupe vingt chansons du groupe.